# Iglesia de la Santísima Trinidad (Hlybokaje)

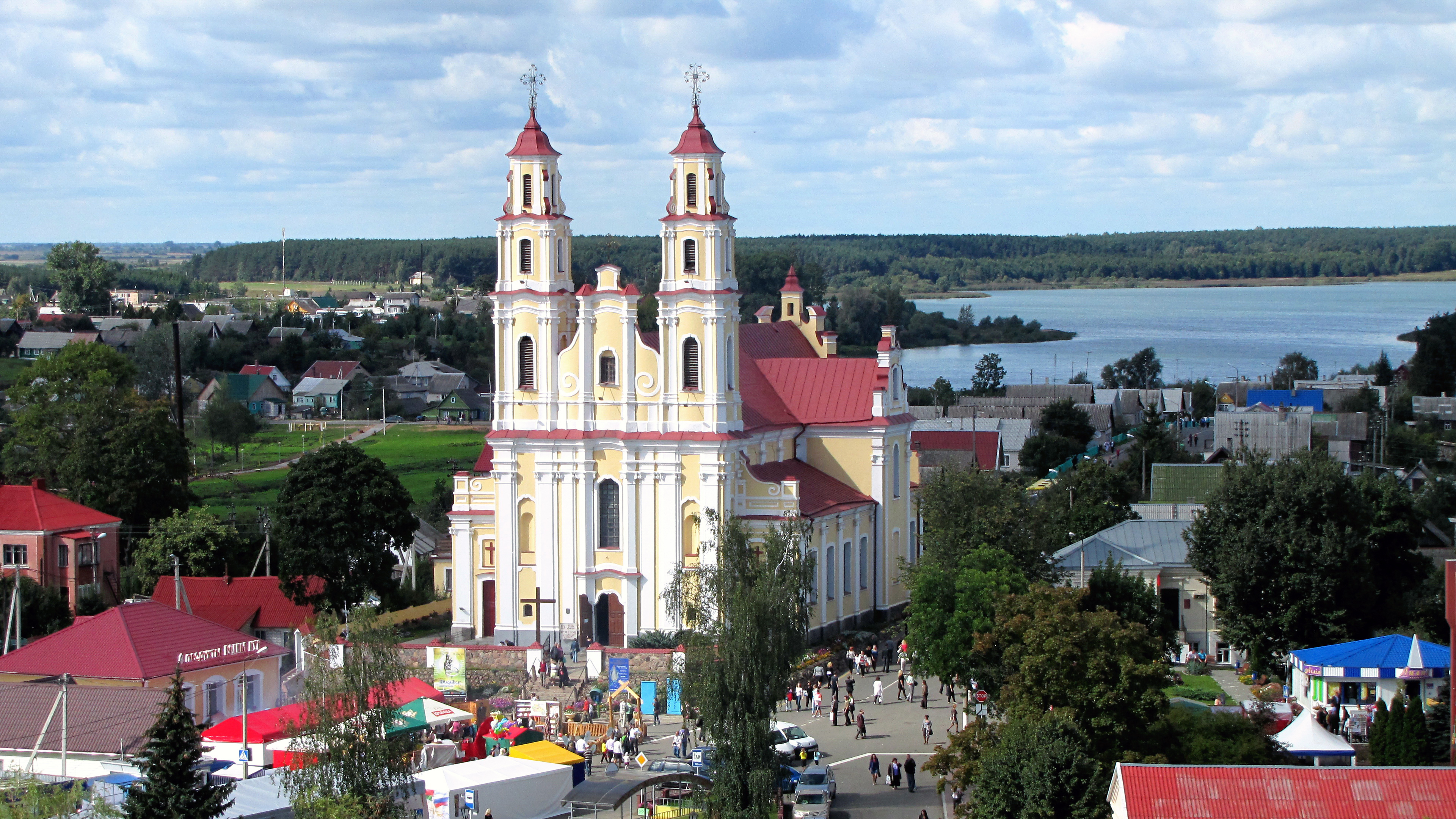
Iglesia desde una vista área desde un dron.

La Iglesia de la Santísima Trinidad es una iglesia católica en la ciudad de Hlybokaje, Bielorrusia. Está situado en el centro histórico de la ciudad, sobre un terraplén artificial.

## Historia
La Iglesia de la Trinidad en Hlyboki fue fundada frente a la Iglesia de las Carmelitas en 1764. Construida en ladrillo sobre el solar de la iglesia parroquial en 1628. , fundada por el gobernador de Mstislavl y el starost de Disna I. L. Korsak . Consagrada en 1783 . Obispo P. Tochilovsky. Cuando en 1878 La vecina iglesia carmelita fue reconsagrada en la Iglesia Ortodoxa de la Natividad de la Virgen María, y hubo necesidad de ampliar la iglesia parroquial de San Pedro. Trinidad. En 1902-08 . reconstruido por el arquitecto Yu. Cero .

## Características arquitectónicas
Un monumento de arquitectura barroca tardía. Originalmente tenía el aspecto de una iglesia de una sola Nave y dos torres con un ábside semicircular alargado. Como resultado de la reconstrucción se le añadieron un crucero, naves laterales y sacristías, confiriendo al edificio la composición espacial de una basílica cruciforme de tres naves. La fachada principal es rica en plasticidad arquitectónica: filas de elegantes pilastras, cornisas onduladas y festoneadas, aberturas arqueadas figuradas, un alto frontón con frontones a los lados y la escultura "Crucifixión" en la abertura arqueada. La fachada estaba flanqueada por dos torres bajas, que durante la reconstrucción fueron aumentadas en dos niveles y, al igual que el frontón central figurado, adquirieron proporciones verticales alargadas. El muro del altar de la iglesia también está coronado por un frontón figurado. Los muros están salpicados de pilastras y cornisas, atravesadas por grandes vanos de ventanas arqueadas.

## Interior

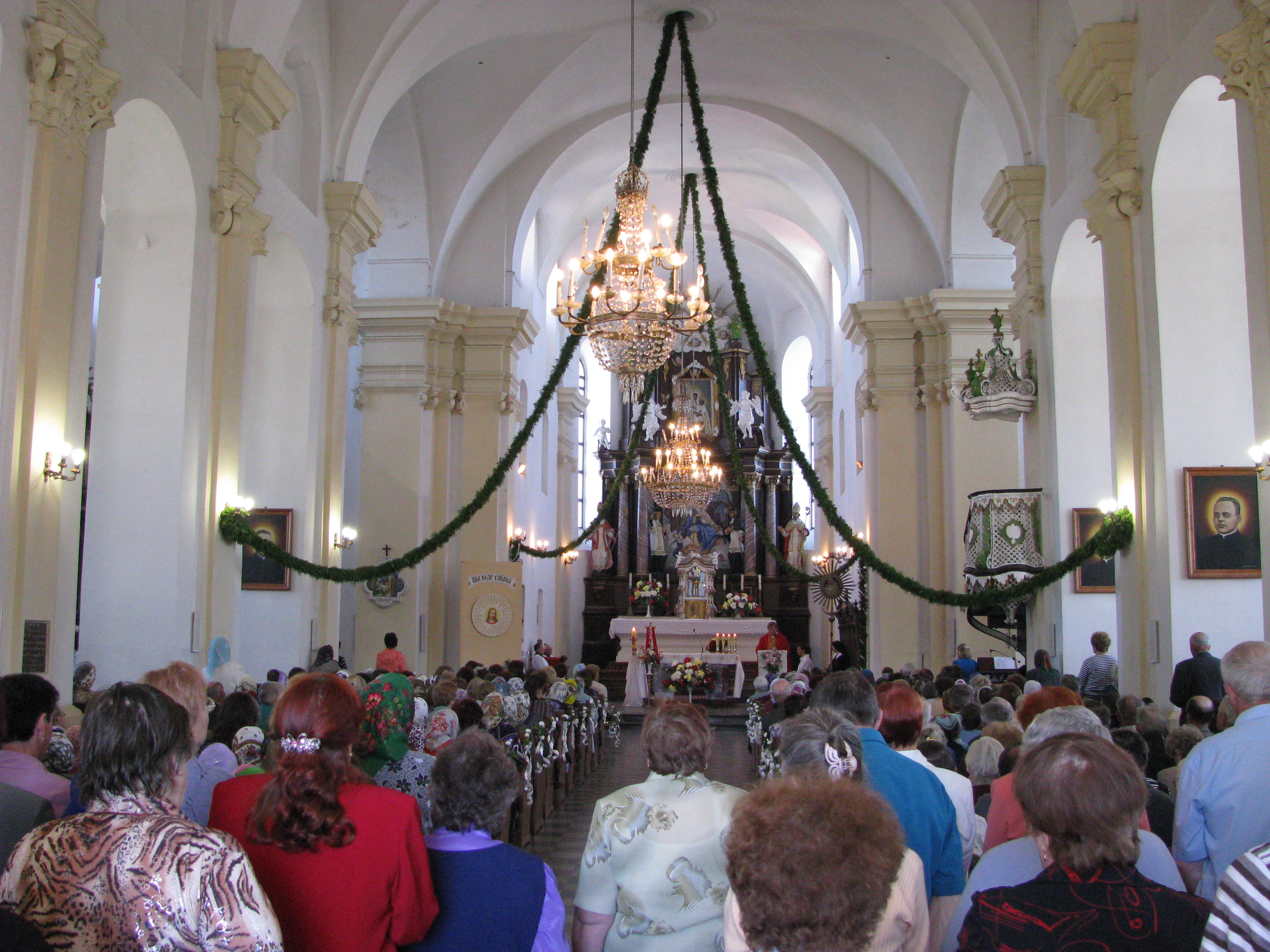
Interior de la iglesia.

En el interior, la nave central se cubre con bóvedas cilíndricas sobre cimbra, y las laterales con bóvedas de crucería. Los muros están decorados con pilastras y un cinturón de cornisa. Sobre los nichos de las naves laterales hay pequeñas inserciones ornamentales en una combinación de colores ocre-oliva. Se realizan tres altares diferentes de madera en estilo barroco. La central del primer nivel está decorada con una columnata corintia con un entablamento dinámicamente tallado, figuras escultóricas policromadas de los santos apóstoles Pedro y Pablo y los jerarcas de la iglesia a los lados. El segundo nivel es un escudo rectangular con un icono de principios del siglo XVIII." Madre de Dios Hodigitria "; Completado con la composición en bajorrelieve "Gloria con Ángeles". Theratron "Nuestra Señora de las Apariciones" y "José con el Niño" (principios del siglo XVIII), el icono "La Sagrada Familia" (década de 1730). Sobre el nártex se encuentra un coro con un órgano de estilo neogótico. La iglesia albergaba un icono de Iosafat Kuntsevich (120 x 80 cm, lienzo, óleo), que era una imagen del santo que llegaba hasta la cintura, colocada en un óvalo. Debajo había una mitra y un báculo episcopal cruzado y una rama de palma . En la parte superior del icono, sobre las nubes, se presentaron imágenes de cuatro putti.

## Literatura
- Colección de monumentos de la historia y la cultura de Bielorrusia. Región de Vitebsk / editor. : S. V. Martselev [y otros]. - Plural. , 1985. — 478 págs.
- Kulagin A. METRO. Del patrimonio arquitectónico // Memoria: crónica histórica y documental del distrito de Hlybokaye / ed. : B. I. Sachenko [etc.]; puente A. METRO. Khilkevich. - Plural. , 1995. - S. 59-73.
- Kulagin A. METRO. Iglesias católicas de Bielorrusia / A. M. Kulagin; fotógrafo A. L. Dybowski. - Plural. , 2008. — 487 pág.
- Kulagin A. METRO. Iglesias católicas en Bielorrusia: guía enciclopédica / A. M. Kulagin; puente I. I. Lados. - Plural. , 2000. — 215 pág.
- Gabrus T. V. Coros de mampostería: Arquitectura sacra del barroco bielorruso / Vol. V. Gabrus. Muchos. :Cosecha, 2001. — 287 pág. : enfermo. -S. 255-256. ISBN 985-04-0499-X